# Юн Біт Гарам
Юн Біт Гарам (кор. 윤빛가람, нар. 7 травня 1990, Чханвон) — південнокорейський футболіст, півзахисник клубу «Ульсан Хьонде» та національної збірної Південної Кореї.

## Клубна кар'єра
Займався футболом в Університеті Чунан, після чого на початку 2010 року був обраний на драфті К-ліги клубом «Кьоннам». Відіграв за чханвонську команду наступні два сезони своєї ігрової кар'єри, а протягом наступного сезону 2012 року захищав кольори клубу «Соннам Ільхва Чхонма».
На початку 2013 року уклав контракт з клубом «Чеджу Юнайтед», у складі якого провів наступні три роки своєї кар'єри гравця. Граючи у складі «Чеджу Юнайтед» також здебільшого виходив на поле в основному складі команди.
На початку 2016 року перебрався до китайського клубу «Яньбянь Фуде». Тренерським штабом нового клубу також розглядався як гравець «основи» і провів там півтора сезони.
26 червня 2017 року, через проблеми з військовою службою, Юнповернувся до «Чеджу Юнайтед» і грав там до кінця сезону на правах оренди, а у 2018—2019 роках проходив військову службу виступаючи за армійський клуб «Санджу Санму».
В кінці 2019 року Біт Гарам знову недовго пограв за «Чеджу Юнайтед» і на початку 2020 року приєднався до «Ульсан Хьонде», з якою того ж року виграв Лігу чемпіонів АФК, ставши найкращим гравцем турніру. Це дозволило Юну з командою поїхати на Клубний чемпіонат світу в Катарі, де Юн зіграв в обох матчах і забив гол у гру проти катарського клубу «Аль-Духаїль» (1:3), але команда посіла останнє 6 місце. Станом на 18 лютого 2021 року відіграв за команду з Ульсана 24 матчі в національному чемпіонаті.

## Виступи за збірні
У складі збірної Південної Кореї до 17 років Юн брав участь у домашньому юнацькому чемпіонаті світу 2007 року, на якому провів три матчі і забив гол у грі проти Того, який приніс перемогу 2:1, але цього не вистачило для виходу з групи.
Протягом 2010—2012 років залучався до складу молодіжної збірної Південної Кореї. На молодіжному рівні зіграв у 12 офіційних матчах, забив 3 голи.
11 серпня 2010 року дебютував в офіційних матчах у складі національної збірної Південної Кореї в товариській грі проти Нігерії (2:1), в якій відзначився голом.
У складі збірної був учасником кубка Азії з футболу 2011 року у Катарі, на якому команда здобула бронзові нагороди, а Юн зіграв у чотирьох матчах та забив гол у чвертьфіналі проти Ірану (1:0).

## Титули і досягнення
- Бронзовий призер Азійських ігор: 2010
- Бронзовий призер Кубка Азії: 2011
- Переможець Ліги чемпіонів АФК (1):

«Ульсан Хьонде»: 2020

### Індивідуальні
- У символічній збірній К-ліги: 2010, 2011
- Новачок року K-ліги: 2010
- Найцінніший гравець Ліги чемпіонів АФК: 2020[1]